# Gottfried Jax
Gottfried Jax (4. listopadu 1844 Waidhofen an der Ybbs – 17. srpna 1902 Waidhofen an der Ybbs) byl rakouský politik německé národnosti z Dolních Rakous, na konci 19. století poslanec Říšské rady.

## Biografie
Profesí byl majitelem nemovitostí. Vystudoval reálnou školu, pak v letech 1860–1863 techniku ve Vídni a v letech 1863–1865 hornickou akademii v Leobenu. V roce 1865 byl jmenován hutním adjunktem a roku 1867 huťmistrem. Pracoval na různých řídících postech v dolech a hutích. Od roku 1888 byl soukromníkem ve Waidhofen an der Ybbs. Po několik let byl i starostou tohoto města.
Zasedal jako poslanec Dolnorakouského zemského sněmu. Zvolen sem byl v roce 1890 za městskou kurii, obvod Amstetten, St. Peter, Scheibbs, Seitenstetten, Waidhofen. Porazil tehdy dosavadního poslance Theodora Plenkera. Mandát zde obhájil i ve volbách roku 1896 a poslancem byl až do své smrti roku 1902. Do roku 1896 na sněmu zastupoval katolické konzervativce, pak byl zástupcem Křesťansko-sociální strany. Od roku 1896 do roku 1902 byl rovněž náhradníkem zemského výboru.
Byl i poslancem Říšské rady (celostátního parlamentu Předlitavska), kam usedl ve volbách roku 1891 za kurii městskou v Dolních Rakousích, obvod St. Pölten, Scheibbs atd. Mandát obhájil ve volbách roku 1897. Ve volebním období 1891–1897 se uvádí jako Gottfried Jax, majitel nemovitostí, bytem Waidhofen an der Ybbs.
V roce 1891 se na Říšské radě uvádí jako člen konzervativního Hohenwartova klubu. Po volbách roku 1897 patřil ke Křesťansko-sociální straně. V zákonodárných sborech se profiloval jako odborník na hospodářské otázky. V parlamentních volbách roku 1901 ho porazil Wilhelm Voelkl.
Trpěl rakovinou hrtanu. Zemřel v srpnu 1902.